# Metallica (album)
Metallica (conosciuto anche come The Black Album) è il quinto album in studio del gruppo musicale statunitense omonimo, pubblicato il 12 agosto 1991 dalla Elektra Records.
Prodotto da Bob Rock insieme ai due componenti del gruppo James Hetfield e Lars Ulrich, si tratta del disco di maggior successo commerciale dei Metallica: le vendite sono arrivate ai 25 milioni di copie, dei quali più di 16 nei soli Stati Uniti d'America. I suoi singoli di maggior successo furono Enter Sandman e Nothing Else Matters ed è valso al gruppo il Grammy Award alla miglior interpretazione metal.
Nel giugno del 2017 la rivista Rolling Stone ha collocato l'album alla venticinquesima posizione dei 100 migliori album metal di tutti i tempi.

## Antefatti
Ai tempi delle registrazioni di Metallica, i brani in esso contenuti furono composti principalmente dal cantante e chitarrista James Hetfield e dal batterista Lars Ulrich, con Hetfield che si occupava anche dei testi. I due si trovavano frequentemente presso la casa di Ulrich a Berkeley, in California. Diverse idee e parti di brani furono concepiti dagli altri componenti del gruppo, il chitarrista Kirk Hammett e il bassista Jason Newsted. Ad esempio, Newsted scrisse il riff principale di My Friend of Misery, quest'ultimo originariamente concepito per essere un brano strumentale, uno dei quali era stato incluso in ogni precedente album dei Metallica. I brani furono composti in due mesi nella metà del 1990 e alcune idee vennero sviluppate già durante il Damaged Justice Tour. Quattro demo dell'album furono registrati il 13 agosto 1990: Enter Sandman, The Unforgiven, Nothing Else Matters e Wherever I May Roam. Il singolo principale Enter Sandman fu il primo brano a venire composto e allo stesso tempo l'ultimo a ricevere il testo completo.
Nell'ottobre dello stesso anno, i Metallica entrarono negli One on One Studios di Los Angeles per registrare l'album, recandosi inoltre presso i Little Mountain Sound Studios di Vancouver per circa una settimana. Alla produzione fu assoldato Bob Rock, apprezzato dai Metallica per il suo lavoro nell'album Dr. Feelgood dei Mötley Crüe. Rock introdusse nuovi metodi interni al gruppo, chiedendo loro di registrare i brani in modo collaborativo, anziché individualmente in luoghi separati, e suggerì inoltre di registrare i brani in presa diretta e di utilizzare parti vocali armoniche per Hetfield. Il produttore si trovò anche di fronte ad alcuni problemi da affrontare: in particolare, premeva Hetfield affinché scrivesse testi migliori e poiché i Metallica erano perfezionisti, Rock li spinse a registrare il maggior numero di takes necessari per ottenere il sound desiderato. L'album fu remissato tre volte e costò un milione di dollari. La produzione fu travagliata anche perché Ulrich, Hammett e Newsted stavano divorziando dalle loro mogli: Hammett rivelò che ciò influenzò il suo modo di suonare in quanto «stavo cercando di prendere questi sensi di colpa e fallimento e convogliarli nella musica, per ottenere qualcosa di positivo da essi».
Bob Rock alterò talmente tanto la routine e gli orari di lavoro dei Metallica che questi minacciarono l'intenzione di non voler più lavorare con lui. La tensione tra il gruppo e il produttore è stata ripresa in A Year and a Half in the Life of Metallica e Classic Albums: Metallica - Metallica, due documentari che esplorano l'intenso processo di registrazione che ha dato vita a Metallica. Il lavoro di Rock attirò le antipatie di diversi fan del gruppo, che hanno da sempre incolpato il produttore per aver eccessivamente influenzato la direzione musicale del gruppo. Nonostante queste varie tensioni, Rock e i Metallica proseguirono la loro collaborazione fino all'album St. Anger del 2003.

## Concezione
L'album rappresentò una svolta nella direzione artistica dei Metallica, che abbandonarono parzialmente le sonorità thrash metal degli esordi per orientarsi verso sonorità più dirette e commerciali. Bob Rock spinse il gruppo ad allargare i propri orizzonti musicali, inserendo strumenti solitamente atipici per la musica heavy metal, come la sezione orchestrale in Nothing Else Matters. Il produttore alzò inoltre il volume del basso, che era stato quasi impercettibile nell'album precedente ...And Justice for All. Jason Newsted ammise di aver cercato di «creare una sezione ritmica vera e propria, piuttosto che un suono unidimensionale» con il suo basso. Lars Ulrich ha invece detto di aver cercato di evitare i «paradiddle progressive stile Neil Peart che erano diventati noiosi da suonare dal vivo» con la sua batteria, rifacendosi a uno stile più basilare tipico di colleghi come Charlie Watts dei The Rolling Stones e Phil Rudd degli AC/DC.
I Metallica decisero in generale di adottare un approccio più semplice, anche perché i membri ritenevano che le canzoni di ...And Justice for All fossero troppo lunghe e complesse. James Hetfield rivelò che non era loro intenzione spopolare nei circuiti radiofonici, ma si erano solamente stufati di comporre code interminabili e cercavano qualcosa di più efficace. Ulrich ha aggiunto che il gruppo era insicuro sulla propria identità sonora e voleva dimostrare le proprie capacità compositive in maniera definitiva. Hetfield ha comunque sottolineato di non essersi fatto influenzare dal possibile responso del pubblico durante la fase di scrittura. Dopo lunghe discussioni, i Metallica decisero di dare al disco un nome eponimo per «voler mantenere le cose semplici».
I testi composti da James Hetfield per Metallica erano di natura più personale e introspettiva rispetto a quelli dei precedenti lavori dei Metallica; Bob Rock sottolineò il processo di maturazione di Hetfield, dicendo che era stato ispirato da artisti quali Bob Dylan, Bob Marley e John Lennon. Hetfield stesso cercò il più possibile di tirare fuori l'anima di tutti i quattro componenti della band. Per la prima volta, i membri registrarono contemporaneamente in studio, fornendo all'album un'atmosfera più vicina a quella di un concerto dal vivo.

## Remix
Nel 2004 l'album venne remixato insieme a The Black Album del rapper Jay-Z, da DJ Cheap Cologne (The Double Black Album) e da DJ Halfred (Black on Black).

## Tracce
Testi di James Hetfield, musiche di James Hetfield e Lars Ulrich (eccetto dove indicato).

### Edizione standard
1. Enter Sandman – 5:29 (musica: James Hetfield, Lars Ulrich, Kirk Hammett)
2. Sad but True – 5:24
3. Holier than Thou – 3:47
4. The Unforgiven – 6:26 (musica: James Hetfield, Lars Ulrich, Kirk Hammett)
5. Wherever I May Roam – 6:42
6. Don't Tread on Me – 3:59
7. Through the Never – 4:01 (musica: James Hetfield, Lars Ulrich, Kirk Hammett)
8. Nothing Else Matters – 6:29
9. Of Wolf and Man – 4:16 (musica: James Hetfield, Lars Ulrich, Kirk Hammett)
10. The God That Failed – 5:05
11. My Friend of Misery – 6:47 (musica: James Hetfield, Lars Ulrich, Jason Newsted)
12. The Struggle Within – 3:51

Traccia bonus nell'edizione giapponese
1. So What – 3:09 (Chris Exall, Nick Culmer) – originariamente interpretata dagli Anti-Nowhere League

### Edizione box set
LP, CD – Metallica (Remastered)
1. Enter Sandman – 5:31 (James Hetfield, Lars Ulrich, Kirk Hammett)
2. Sad but True – 5:24
3. Holier than Thou – 3:48
4. The Unforgiven – 6:27 (James Hetfield, Lars Ulrich, Kirk Hammett)
5. Wherever I May Roam – 6:44
6. Don't Tread on Me – 4:01
7. Through the Never – 4:04 (James Hetfield, Lars Ulrich, Kirk Hammett)
8. Nothing Else Matters – 6:28
9. Of Wolf and Man – 4:17 (James Hetfield, Lars Ulrich, Kirk Hammett)
10. The God That Failed – 5:08
11. My Friend of Misery – 6:49 (James Hetfield, Lars Ulrich, Jason Newsted)
12. The Struggle Within – 3:54

LP – Sad but True
- Lato A

1. Sad but True – 5:27
2. Nothing Else Matters (Elevator Version) – 6:31

- Lato B

1. Creeping Death (Live) – 8:01 (James Hetfield, Lars Ulrich, Cliff Burton, Kirk Hammett)
2. Sad but True (Demo) – 4:54

LP – Live at Wembley Stadium, London, England - April 20th, 1992
- Lato A

1. Enter Sandman – 7:06 (James Hetfield, Lars Ulrich, Kirk Hammett)

- Lato B

1. Sad but True – 5:37
2. Nothing Else Matters – 6:23

LP – Live at Tushino Airfield, Moscow, Russia - September 28th, 1991
- Lato A

1. The Ecstasy of Gold – 1:53 (Ennio Morricone)
2. Enter Sandman – 5:21 (James Hetfield, Lars Ulrich, Kirk Hammett)
3. Creeping Death – 7:57 (James Hetfield, Lars Ulrich, Cliff Burton, Kirk Hammett)
4. Harvester of Sorrow – 7:06

- Lato B

1. Fade to Black – 7:47 (James Hetfield, Lars Ulrich, Cliff Burton, Kirk Hammett)
2. Sad but True – 6:01
3. Master of Puppets – 4:15 (James Hetfield, Lars Ulrich, Cliff Burton, Kirk Hammett)

- Lato C

1. Seek and Destroy – 7:51
2. For Whom the Bell Tolls – 5:48 (James Hetfield, Lars Ulrich, Cliff Burton)
3. One – 8:13

- Lato D

1. Whiplash – 5:53
2. Encore Jam – 1:29
3. Last Caress – 1:27 (Danzig) – originariamente interpretata dai Danzig
4. Am I Evil? – 4:44 (Brian Tatler, Sean Harris) – originariamente interpretata dai Diamond Head

CD – The Interviews
- Disco 1 - The David Fricke Tapes

1. Kirk/David Fricke Interview – 15:35
2. Jason/David Fricke Interview – 16:47
3. Lars/David Fricke Interview – 19:43
4. James/David Fricke Interview – 22:42

- Disco 2 - The Steffan Chirazi Tapes

1. Lars/Steffan Chirazi Interview – 43:27
2. Jason/Steffan Chirazi Interview – 8:19
3. Kirk/Steffan Chirazi Interview – 10:58
4. James/David Fricke Interview – 17:09

CD – Riffs & Demos
- Disco 1

1. The Unforgiven (From James' Riff Tapes) – 1:08 (James Hetfield, Lars Ulrich, Kirk Hammett)
2. Nothing Else Matters (From James' Riff Tapes) – 4:55
3. Sad but True (From James' Riff Tapes) – 0:55
4. Holier than Thou (From James' Riff Tapes) – 1:47
5. Don't Tread on Me (From James' Riff Tapes) – 1:12
6. The Unforgiven (From James' Riff Tapes II) – 0:21
7. The Struggle Within (From James' Riff Tapes) – 1:31
8. The Unforgiven (From James' Riff Tapes III) – 2:10 (James Hetfield, Lars Ulrich, Kirk Hammett)
9. The God that Failed (From James' Riff Tapes) – 0:43
10. Wherever I May Roam (From James' Riff Tapes) – 0:25
11. Enter Sandman (From Kirk' Riff Tapes) – 1:11 (James Hetfield, Lars Ulrich, Kirk Hammett)
12. Through the Never (From Kirk' Riff Tapes) – 1:27 (James Hetfield, Lars Ulrich, Kirk Hammett)
13. Of Wolf and Man (From Kirk' Riff Tapes) – 0:30 (James Hetfield, Lars Ulrich, Kirk Hammett)
14. Enter Sandman (From Kirk' Riff Tapes II) – 0:40 (James Hetfield, Lars Ulrich, Kirk Hammett)
15. My Friend of Misery (From Jason' Riff Tapes) – 4:47 (James Hetfield, Lars Ulrich, Jason Newsted)
16. Enter Sandman (July 6th, 1990, Writing in Progress) – 1:34 (James Hetfield, Lars Ulrich, Kirk Hammett)
17. Sad but True (July 6th, 1990, Writing in Progress) – 2:00
18. The God that Failed (July 6th, 1990, Writing in Progress) – 1:16
19. Don't Tread on Me (July 6th, 1990, Writing in Progress) – 1:04
20. The Struggle Within (July 6th, 1990, Writing in Progress) – 0:42
21. Hollier than Thou (July 6th, 1990, Writing in Progress) – 1:40
22. Sad but True (July 10th, 1990, Writing in Progress) – 0:52
23. Sad but True (July 12th, 1990 Demo) – 5:11
24. Don't Tread on Me (July 12th, 1990 Demo) – 4:08
25. Enter Sandman (July 12th, 1990 Demo) – 4:50
26. Nothing Else Matters (July 12th, 1990 Demo) – 6:04
27. Of Wolf and Man (July 12th, 1990, Writing in Progress) – 2:21 (James Hetfield, Lars Ulrich, Kirk Hammett)
28. Through the Never (July 12th, 1990, Writing in Progress) – 3:00 (James Hetfield, Lars Ulrich, Kirk Hammett)
29. The Struggle Within (July 24th, 1990, Writing in Progress) – 1:25
30. Wherever I May Roam (July 24th, 1990, Writing in Progress) – 2:17
31. Wherever I May Roam (July 30th, 1990, Writing in Progress) – 6:05
32. The Struggle Within (July 30th, 1990, Writing in Progress) – 3:46

- Disco 2

1. Enter Sandman (August 13th, 1990 Demo) – 5:04 (James Hetfield, Lars Ulrich, Kirk Hammett)
2. Sad but True (August 13th, 1990 Demo) – 4:53
3. Don't Tread on Me (August 13th, 1990 Demo) – 3:58
4. Nothing Else Matters (August 13th, 1990 Demo) – 5:54
5. Holier than Thou (August 13th, 1990 Demo) – 3:48
6. Wherever I May Roam (August 13th, 1990 Demo) – 5:36
7. The Struggle Within (August 13th, 1990 Demo) – 3:45
8. The God that Failed (August 22nd, 1990, Writing in Progress) – 1:20
9. Of Wolf and Man (August 22nd, 1990, Writing in Progress) – 1:01 (James Hetfield, Lars Ulrich, Kirk Hammett)
10. My Friend of Misery (August 29th, 1990, Writing in Progress) – 4:05 (James Hetfield, Lars Ulrich, Jason Newsted)
11. The Unforgiven (August 29th, 1990, Writing in Progress) – 3:43 (James Hetfield, Lars Ulrich, Kirk Hammett)
12. Through the Never (August 31st, 1990 Demo) – 3:38 (James Hetfield, Lars Ulrich, Kirk Hammett)
13. Of Wolf and Man (August 31st, 1990 Demos) – 4:05 (James Hetfield, Lars Ulrich, Kirk Hammett)
14. The God that Failed (August 31st, 1990 Demo) – 4:44
15. The Unfirgiven (September 3rd, 1990, Writing in Progress) – 5:44 (James Hetfield, Lars Ulrich, Kirk Hammett)
16. My Friend of Misery (September 3rd, 1990, Writing in Progress) – 1:47 (James Hetfield, Lars Ulrich, Kirk Hammett)

CD – Pre Production Rehearsals + Radio Edits
1. Enter Sandman (Pre-Production Rehearsal) – 4:58 (James Hetfield, Lars Ulrich, Kirk Hammett)
2. Sad but True (Pre-Production Rehearsal) – 5:18
3. Holier than Thou (Pre-Production Rehearsal) – 3:46
4. Nothing Else Matters (Pre-Production Rehearsal) – 6:11
5. Wherever I May Roam (Pre-Production Rehearsal) – 6:08
6. Don't Tread on Me (Pre-Production Rehearsal) – 4:07 (James Hetfield, Lars Ulrich, Kirk Hammett)
7. Through the Never (Pre-Production Rehearsal) – 3:49 (James Hetfield, Lars Ulrich, Kirk Hammett)
8. The Unforgiven (Pre-Production Rehearsal) – 6:43 (James Hetfield, Lars Ulrich, Kirk Hammett)
9. Of Wolf and Man (Pre-Production Rehearsal) – 4:15 (James Hetfield, Lars Ulrich, Kirk Hammett)
10. The God that Failed (Pre-Production Rehearsal) – 5:10
11. My Friend of Misery (Pre-Production Rehearsal) – 6:23 (James Hetfield, Lars Ulrich, Jason Newsted)
12. The Struggle Within (Pre-Production Rehearsal) – 3:59
13. Enter Sandman (Radio Edit) – 4:02 (James Hetfield, Lars Ulrich, Kirk Hammett)
14. The Unforgiven (Radio Edit) – 5:00 (James Hetfield, Lars Ulrich, Kirk Hammett)
15. Nothing Else Matters (Radio Edit) – 5:00
16. Wherever I May Roam (Radio Edit) – 5:00

CD – Rough & Alternate Mixes
- Disco 1

1. So What (Early Take - October 12th, 1990) – 3:01 (Chris Exall, Clive Blake, Nick Culmer) – originariamente interpretata dagli Anti-Nowhere League
2. Killing Time (Take 18 - October 12th, 1990) – 3:09 (David Bates, Raymond Haller, Trevor Fleming, William Campbell) – originariamente interpretata dagli Sweet Savage
3. Through the Never (Take 53 - October 22nd, 1990) – 4:13 (James Hetfield, Lars Ulrich, Kirk Hammett)
4. Holier than Thou (Take 9 - October 27th, 1990) – 4:01
5. My Friend of Misery (Take 4 - October 27th, 1990) – 6:38 (James Hetfield, Lars Ulrich, Jason Newsted)
6. The Struggle Within (Take 12 - November 10th, 1990) – 3:25
7. Of Wolf and Man (Take 2 - December 6th, 1990) – 4:29 (James Hetfield, Lars Ulrich, Kirk Hammett)
8. The God that Failed (Take 26 - December 15th, 1990) – 5:03
9. Don't Tread on Me (Take 6 - December 15th, 1990) – 4:03
10. Enter Sandman (Take 15 - January 21st, 1991) – 3:37 (James Hetfield, Lars Ulrich, Kirk Hammett)
11. Enter Sandman (Take 35 - January 21st, 1991) – 1:29 (James Hetfield, Lars Ulrich, Kirk Hammett)
12. Late Night Skynyrd Jam (January 23rd, 1991) – 4:09 (Allen Collins, Ronnie Van Zant) – medley dei Lynyrd Skynyrd
13. The Unforgiven (139 BPM Take - January 29th, 1991) – 5:18 (James Hetfield, Lars Ulrich, Kirk Hammett)
14. Nothing Else Matters (Take 19 - January 29th, 1991) – 4:56
15. Sad but True (Take 36 - February 5th, 1991) – 5:17
16. Wherever I May Roam (Take 3 - February 5th, 1991) – 4:59

- Disco 2

1. Enter Sandman (May 13th, 1991 Rough Mix) – 5:35 (James Hetfield, Lars Ulrich, Kirk Hammett)
2. The God that Failed (May 13th, 1991 Rough Mix) – 5:01
3. The Struggle Within (May 13th, 1991 Rough Mix) – 3:55
4. The Unforgiven (May 14th, 1991 Rough Mix) – 6:20 (James Hetfield, Lars Ulrich, Kirk Hammett)
5. Wherever I May Roam (May 14th, 1991 Rough Mix) – 6:22
6. Don't Tread on Me (May 14th, 1991 Rough Mix) – 4:07
7. Through the Never (May 14th, 1991 Rough Mix) – 4:02 (James Hetfield, Lars Ulrich, Kirk Hammett)
8. Sad but True (May 23rd, 1991 Rough Mix) – 5:23
9. Of Wolf and Man (June 2nd, 1991 Rough Mix) – 4:18 (James Hetfield, Lars Ulrich, Kirk Hammett)
10. My Friend of Misery (June 2nd, 1991 Rough Mix) – 4:18 (James Hetfield, Lars Ulrich, Jason Newsted)
11. Holier than Thou (June 2nd, 1991 Rough Mix) – 3:47
12. Nothing Else Matters (No Orchestra Mix - July 8th, 1991) – 6:40
13. Nothing Else Matters (Orchestra/Clean Guitar/Vocal Mix - July 8th, 1991) – 6:45
14. Nothing Else Matters (Elevator Version) – 6:31

CD – Some Shit from Day on the Green, Oakland, CA - October 12th, 1991
1. Creeping Death – 3:32 (James Hetfield, Lars Ulrich, Cliff Burton, Kirk Hammett)
2. Harvester of Sorrow – 7:02
3. Welcome Home (Sanitarium) – 7:10 (James Hetfield, Lars Ulrich, Kirk Hammett)
4. Sad but True – 5:38
5. Wherever I May Roam – 6:57
6. Bass Solo – 4:26
7. Through the Never – 4:40 (James Hetfield, Lars Ulrich, Kirk Hammett)
8. The Unforgiven – 7:47 (James Hetfield, Lars Ulrich, Kirk Hammett)
9. Master of Puppets – 4:03 (James Hetfield, Lars Ulrich, Cliff Burton, Kirk Hammett)
10. Seek & Destroy – 7:33
11. For Whom the Bell Tolls – 5:59 (James Hetfield, Lars Ulrich, Cliff Burton)
12. Fade to Black – 7:34 (James Hetfield, Lars Ulrich, Cliff Burton, Kirk Hammett)
13. Whiplash – 4:51

CD – Live at Arco Arena, Sacramento, CA - January 11th, 1992
- Disco 1

1. The Ecstasy of Gold – 1:45 (Ennio Morricone)
2. Enter Sandman – 5:28 (James Hetfield, Lars Ulrich, Kirk Hammett)
3. Creeping Death – 8:04 (James Hetfield, Lars Ulrich, Cliff Burton, Kirk Hammett)
4. Harvester of Sorrow – 6:25
5. Welcome Home (Sanitarium) – 7:45
6. Sad but True – 5:24
7. Wherever I May Roam – 6:27
8. The Four Horsemen – 7:28 (James Hetfield, Lars Ulrich, Dave Mustaine)
9. Bass Solo – 8:17
10. Through the Never – 4:23 (James Hetfield, Lars Ulrich, Kirk Hammett)
11. The Unforgiven – 7:31 (James Hetfield, Lars Ulrich, Kirk Hammett)
12. Justice Medley – 9:30 (James Hetfield, Lars Ulrich, Jason Newsted)

- Disco 2

1. Drum Solo – 12:47
2. Guitar Solo – 5:51
3. For Whom the Bell Tolls – 5:28 (James Hetfield, Lars Ulrich, Cliff Burton)
4. Fade to Black – 7:54 (James Hetfield, Lars Ulrich, Cliff Burton, Kirk Hammett)
5. Whiplash – 4:51
6. Encore Jam – 1:09
7. Master of Puppets – 4:05 (James Hetfield, Lars Ulrich, Cliff Burton, Kirk Hammett)
8. Seek & Destroy – 12:48

- Disco 3 + Covers & B-Sides

1. One (Live) – 9:30
2. Last Caress (Live) – 1:30 (Danzig) – originariamente interpretata dai Danzig
3. Am I Evil? (Live) – 4:52 (Brian Tatler, Sean Harris) – originariamente interpretata dai Diamond Head
4. Battery (Live) – 5:16
5. Encore Jam #2 (Live) – 1:46
6. Breadfan (Live) – 4:11 (Burke Shelley, Tony Bourge, Ray Phillips) – originariamente interpretata dai Budgie
7. Stone Cold Crazy (Remastered) – 2:19 (Freddie Mercury, Brian May Roger Taylor, John Deacon) – originariamente interpretata dai Queen
8. So What (Remastered) – 3:09 (Chris Exall, Clive Blake, Nick Culmer) – originariamente interpretata dagli Anti-Nowhere League
9. Killing Time (Remastered) – 3:05 (David Bates, Raymond Haller, Trevor Fleming, William Campbell) – originariamente interpretata dagli Sweet Savage
10. Stone Cold Crazy (Live) – 3:03 (Freddie Mercury, Brian May Roger Taylor, John Deacon) – originariamente interpretata dai Queen
11. Harvester of Sorrow (Live) – 6:01
12. Nothing Else Matters (Live) – 6:11

CD – Live at Maimarktgelände, Mannheim, Germany - May 22nd, 1993
- Disco 1

1. The Ecstasy of Gold – 1:41 (Ennio Morricone)
2. Creeping Death – 7:07 (James Hetfield, Lars Ulrich, Cliff Burton, Kirk Hammett)
3. Harvester of Sorrow – 7:02
4. Welcome Home (Sanitarium) – 6:51 (James Hetfield, Lars Ulrich, Kirk Hammett)
5. Of Wolf and Man – 4:17 (James Hetfield, Lars Ulrich, Kirk Hammett)
6. Wherever I May Roam – 6:53
7. The Thing that Should Not Be – 8:25 (James Hetfield, Lars Ulrich, Kirk Hammett)
8. The Unforgiven – 7:04 (James Hetfield, Lars Ulrich, Kirk Hammett)
9. Disposable Heroes – 8:58 (James Hetfield, Lars Ulrich, Kirk Hammett)
10. Bass Solo – 7:44
11. Instrumental Medley – 6:49 (James Hetfield, Lars Ulrich, Cliff Burton, Dave Mustaine)
12. Guitar Solo – 1:17
13. The Four Horsemen – 5:03 (James Hetfield, Lars Ulrich, Dave Mustaine)

- Disco 2

1. For Whom the Bell Tolls – 5:58 (James Hetfield, Lars Ulrich, Cliff Burton)
2. Fade to Black – 7:08 (James Hetfield, Lars Ulrich, Cliff Burton, Kirk Hammett)
3. Master of Puppets – 4:23 (James Hetfield, Lars Ulrich, Cliff Burton, Kirk Hammett)
4. Seek & Destroy – 17:35
5. Battery – 5:42
6. Nothing Else Matters – 6:30
7. Sad but True – 6:03
8. Last Caress – 1:25 (Danzig) – originariamente interpretata dai Danzig
9. One – 10:15
10. Enter Sandman – 6:14 (James Hetfield, Lars Ulrich, Kirk Hammett)
11. So What – 3:31 (Chris Exall, Clive Blake, Nick Culmer) – originariamente interpretata dagli Anti-Nowhere League

DVD – A Year and a Half in the Life of Metallica Outtakes
1. The Making of Don't Tread on Me – 6:19
2. The Making of Sad but True – 15:07
3. The Making of Enter Sandman – 16:43
4. Enter Cameraman – 11:56
5. The Making of The Unforgiven – 10:42
6. The Making of Nothing Else Matters – 10:26
7. Rehearsal Day with Queen – 6:00
8. Metallica Play the Freddie Mercury Tribute Concert for AIDS Awareness - April 20th, 1992 – 24:06

- Bonus Shit

1. Holier than Thou (Live) – 3:58
2. Blitzkrieg (Live) – 4:00 (Ian Jones, Brian Smith, James Sirotto) – originariamente interpretata dai Blitzkrieg
3. Leper Messiah (Live) – 6:03
4. Master of Pupets (Live) – 8:57 (James Hetfield, Lars Ulrich, Cliff Burton, Kirk Hammett)
5. Am I Evil? (Live) – 7:25 (Brian Tatler, Sean Harris) – originariamente interpretata dai Diamond Head
6. Breadfan (Live) – 4:13 (Burke Shelley, Tony Bourge, Ray Phillips) – originariamente interpretata dai Budgie
7. So What (Live) – 5:18 (Chris Exall, Clive Blake, Nick Culmer) – originariamente interpretata dagli Anti-Nowhere League
8. Stone Cold Crazy (Live) – 2:54 (Freddie Mercury, Brian May Roger Taylor, John Deacon) – originariamente interpretata dai Queen
9. Am I Evil? (Live) – 6:00 (Brian Tatler, Sean Harris) – originariamente interpretata dai Diamond Head
10. Helpless (Live) – 4:08 (Brian Tatler, Sean Harris) – originariamente interpretata dai Diamond Head

DVD – Live at Frankenhalle, Nuremberg, Germany - November 29th, 1992
1. The Ecstasy of Gold – 1:59 (Ennio Morricone)
2. Of Wolf and Man – 4:14 (James Hetfield, Lars Ulrich, Kirk Hammett)
3. Creeping Death – 7:47 (James Hetfield, Lars Ulrich, Cliff Burton, Kirk Hammett)
4. Harvester of Sorrow – 6:56
5. Welcome Home (Sanitarium) – 7:21 (James Hetfield, Lars Ulrich, Cliff Burton, Kirk Hammett)
6. Sad but True – 5:34
7. Wherever I May Roam – 8:29 (James Hetfield, Lars Ulrich, Kirk Hammett)
8. The Unforgiven – 7:14 (James Hetfield, Lars Ulrich, Kirk Hammett)
9. Justice Medley – 9:36
10. Solos (Bass & Guitar) – 14:13
11. Through the Never – 2:44 (James Hetfield, Lars Ulrich, Kirk Hammett)
12. For Whom the Bell Tolls – 5:54 (James Hetfield, Lars Ulrich, Cliff Burton)
13. Fade to Black – 7:43 (James Hetfield, Lars Ulrich, Cliff Burton, Kirk Hammett)
14. Master of Puppets – 3:58 (James Hetfield, Lars Ulrich, Cliff Burton, Kirk Hammett)
15. Seek & Destroy – 16:15
16. Whiplash – 4:53
17. Nothing Else Matters – 6:04
18. Am I Evil? – 5:39 (Brian Tatler, Sean Harris) – originariamente interpretata dai Diamond Head
19. Last Caress – 1:18 (Danzig) – originariamente interpretata dai Danzig
20. One – 8:41
21. Damage, Inc. – 5:20 (James Hetfield, Lars Ulrich, Cliff Burton, Kirk Hammett)
22. Enter Sandman – 6:32 (James Hetfield, Lars Ulrich, Kirk Hammett)

DVD – Live at Festivalpark, Werchter, Belgium - July 4th, 1993
1. The Ecstasy of Gold – 1:59 (Ennio Morricone)
2. Creeping Death – 7:05 (James Hetfield, Lars Ulrich, Cliff Burton, Kirk Hammett)
3. Harvester of Sorrow – 6:35
4. Welcome Home (Sanitarium) – 6:45 (James Hetfield, Lars Ulrich, Kirk Hammett)
5. Of Wolf and Man – 4:05 (James Hetfield, Lars Ulrich, Kirk Hammett)
6. Wherever I May Roam – 7:08 (James Hetfield, Lars Ulrich, Kirk Hammett)
7. Disposable Heroes – 9:34 (James Hetfield, Lars Ulrich, Kirk Hammett)
8. The Unforgiven – 6:32 (James Hetfield, Lars Ulrich, Kirk Hammett)
9. Bass Solo – 2:22
10. Instrumental Medley – 4:12
11. Guitar Solo – 0:46
12. For Whom the Bell Tools – 5:41 (James Hetfield, Lars Ulrich, Cliff Burton)
13. Fade to Black – 8:18 (James Hetfield, Lars Ulrich, Cliff Burton, Kirk Hamett)
14. Master of Puppets – 3:50 (James Hetfield, Lars Ulrich, Cliff Burton, Kirk Hammett)
15. Seek & Destroy – 18:40
16. Battery – 5:45
17. Nothing Else Matters – 6:16
18. Sad but True – 5:39
19. One – 9:53
20. Enter Sandman – 6:54 (James Hetfield, Lars Ulrich, Kirk Hammett)
21. So What – 8:43 (Chris Exall, Clive Blake, Nick Culmer) – originariamente interpretata dagli Anti-Nowhere League

DVD – Music Videos + Halfin's Home Movies
1. Enter Sandman – 5:33
2. The Unforgiven – 6:24
3. Nothing Else Matters – 6:26
4. Wherever I May Roam – 6:08
5. Sad but True – 5:28
6. The Unforgiven (Theatrical Version) – 11:32

- Behind the Videos

1. Enter Sandman (Psycho Band Pass) – 5:32
2. Enter Sandman (Hetfield) – 5:32
3. Enter Sandman (Ulrich) – 5:29
4. Enter Sandman (Hammett) – 5:28
5. Enter Sandman (Newsted) – 5:32
6. Enter Sandman (Final Concept) – 5:36
7. Enter Sandman (B-Roll) – 6:14

- Halfin Home Movies

1. Los Angeles, CA – 3:40
2. Moscow, Russia – 2:58
3. Oakland, CA – 2:37
4. Oakland, CA II – 6:29
5. Miami, FL – 3:37
6. Perth, Australia – 0:59
7. Jakarta, Indonesia – 6:28
8. Banhgko, Thailand – 6:16

DVD – Wherever We May Roam
1. Enter Sandman – 5:36 (James Hetfield, Lars Ulrich, Kirk Hammett)
2. Creeping Death – 8:01 (James Hetfield, Lars Ulrich, Cliff Burton, Kirk Hammett)
3. Holier than Thou – 4:08
4. Harvester of Sorrow – 7:01
5. Welcome Home (Sanitarium) – 6:42 (James Hetfield, Lars Ulrich, Cliff Burton)
6. Sad but True – 6:23
7. The Four Horsemen – 5:23 (James Hetfield, Lars Ulrich, Dave Mustaine)
8. Of Wolf and Man – 4:14 (James Hetfield, Lars Ulrich, Kirk Hammett)
9. For Whom the Bell Tolls – 5:43 (James Hetfield, Lars Ulrich, Cliff Burton)
10. The Unforgiven – 6:42 (James Hetfield, Lars Ulrich, Kirk Hammett)
11. The Shortest Straw – 6:47
12. Damage, Inc. – 5:24 (James Hetfield, Lars Ulrich, Cliff Burton, Kirk Hammett)
13. Through the Never – 3:39 (James Hetfield, Lars Ulrich, Kirk Hammett)
14. Fade to Black – 7:20 (James Hetfield, Lars Ulrich, Cliff Burton, Kirk Hammett)
15. Whiplash – 5:09
16. Master of Puppets (James Hetfield, Lars Ulrich, Cliff Burton, Kirk Hammett)
17. Seek & Destroy – 16:36
18. Motorbreath – 3:25 (James Hetfield)
19. Nothing Else Matters – 6:14
20. Wherever I May Roam – 6:36
21. Last Caress – 1:35 (Danzig) – originariamente interpretata dai Danzig
22. One – 9:50
23. Disposable Heroes – 8:30 (James Hetfield, Lars Ulrich, Kirk Hammett)
24. The Thing that Should Not Be – 8:42 (James Hetfield, Lars Ulrich, Kirk Hammett)
25. Battery – 5:03
26. So What – 6:32 (Chris Exall, Clive Blake, Nick Culmer) – originariamente interpretata dagli Anti-Nowhere League

## Formazione
Gruppo
- James Hetfield – chitarra, voce, sitar (traccia 5), chitarra solista (traccia 8)
- Lars Ulrich – batteria, percussioni
- Kirk Hammett – chitarra solista (eccetto traccia 8)
- Jason Newsted – basso

Altri musicisti
- Michael Kamen – arrangiamenti orchestrali (traccia 8)

Produzione
- Bob Rock – produzione
- James Hetfield – produzione
- Lars Ulrich – produzione
- Randy Staub – ingegneria del suono
- Mike Tacci – ingegneria del suono
- George Marino – mastering
- Metallica – direzione artistica
- Peter Mensch – direzione artistica
- Don Brautigam – illustrazione
- Ross Halfin – fotografia
- Rick Likong – fotografia
- Rob Ellis – fotografia

## Successo commerciale
Metallica divenne il primo album del gruppo a raggiungere la vetta della classifica, debuttando al primo posto della Billboard 200. Secondo dati aggiornati al 2018, l'album ha trascorso 500 settimane nella classifica statunitense, facendone uno dei quattro dischi più duraturi di sempre, dietro The Dark Side of the Moon dei Pink Floyd, Legend di Bob Marley e Greatest Hits dei Journey. Metallica vendette oltre 650 000 copie nella sua prima settimana di uscita, superando le vendite di tutti i dischi pubblicati quella settimana e venendo certificato disco di platino dalla RIAA dopo due sole settimane; nel 2007 fu certificato disco di diamante.
Metallica debuttò al primo posto della Official Albums Chart nel Regno Unito. Dopo la sua pubblicazione, venne certificato disco di platino dalla BPI. L'album raggiunse la posizione numero uno anche in Australia, Svizzera, Paesi Bassi, Norvegia, Germania, e Nuova Zelanda. Conquistò inoltre il quarto posto in Finlandia, Svezia, e Italia.
In tutto il mondo, Metallica ha venduto oltre 30 milioni di copie su supporto fisico. Nel 2009 le cifre superarono quelle del disco Come on Over di Shania Twain (datato 1997) come album più venduto durante l'era SoundScan.

## Classifiche

### Classifiche settimanali
| Classifica (1991-2021) | Posizione massima |
| ---------------------- | ----------------- |
| Australia              | 1                 |
| Austria                | 1                 |
| Belgio (Fiandre)       | 7                 |
| Belgio (Vallonia)      | 2                 |
| Canada                 | 1                 |
| Croazia                | 2                 |
| Danimarca              | 5                 |
| Finlandia              | 3                 |
| Francia                | 19                |
| Germania               | 1                 |
| Giappone               | 3                 |
| Irlanda                | 6                 |
| Islanda                | 19                |
| Italia                 | 4                 |
| Messico                | 42                |
| Norvegia               | 1                 |
| Nuova Zelanda          | 1                 |
| Paesi Bassi            | 4                 |
| Polonia                | 5                 |
| Portogallo             | 1                 |
| Regno Unito            | 1                 |
| Repubblica Ceca        | 34                |
| Slovacchia             | 35                |
| Spagna                 | 5                 |
| Stati Uniti            | 1                 |
| Svezia                 | 4                 |
| Svizzera               | 1                 |
| Ungheria               | 10                |

### Classifiche di fine anno
| Classifica (1991) | Posizione |
| ----------------- | --------- |
| Australia         | 28        |
| Austria           | 40        |
| Canada            | 13        |
| Germania          | 29        |
| Italia            | 54        |
| Nuova Zelanda     | 28        |
| Paesi Bassi       | 36        |
| Regno Unito       | 86        |
| Stati Uniti       | 62        |
| Classifica (1992) | Posizione |
| Australia         | 49        |
| Germania          | 12        |
| Nuova Zelanda     | 35        |
| Stati Uniti       | 7         |
| Classifica (1993) | Posizione |
| Australia         | 31        |
| Germania          | 22        |
| Paesi Bassi       | 42        |
| Stati Uniti       | 32        |
| Classifica (1994) | Posizione |
| Stati Uniti       | 71        |
| Classifica (1995) | Posizione |
| Stati Uniti       | 94        |
| Classifica (1996) | Posizione |
| Stati Uniti       | 91        |
| Classifica (2018) | Posizione |
| Islanda           | 84        |
| Classifica (2021) | Posizione |
| Austria           | 57        |
| Belgio (Fiandre)  | 84        |
| Belgio (Vallonia) | 75        |
| Germania          | 23        |
| Islanda           | 52        |
| Portogallo        | 17        |
| Stati Uniti       | 99        |
| Svezia            | 56        |
| Svizzera          | 82        |
| Ungheria          | 85        |
| Classifica (2022) | Posizione |
| Belgio (Fiandre)  | 152       |
| Islanda           | 62        |
| Svezia            | 91        |
| Classifica (2023) | Posizione |
| Islanda           | 76        |
| Classifica (2024) | Posizione |
| Croazia           | 39        |
| Portogallo        | 174       |

### Classifiche di fine decennio
| Classifica (1990–1999) | Posizione |
| ---------------------- | --------- |
| Stati Uniti            | 8         |